# Ahveninen (sjö i Kajanaland)
Ahveninen är en sjö i Finland. Den ligger i kommunen Suomussalmi i landskapet Kajanaland, i den centrala delen av landet, 600 km norr om huvudstaden Helsingfors. Ahveninen ligger 222,2 meter över havet. Arean är 64,4 hektar och strandlinjen är 5,54 kilometer lång. Sjön  ingår i Ijo älvs huvudavrinningsområde. 